# ディクション
ディクション(仏: diction)とは、朗読、演劇、声楽などにおける言葉の発音法を指す。劇場など一定の広さを持つ場所においては、朗読、演劇、歌唱を行う場合、聴衆に言葉が明瞭に聞き取れる発音が必要となる。この必要のために発達したのが「舞台発音法」であり、特に音響拡声装置の発達していない時代においては重視された。これは時代によって様々な変遷を経ており、作品の作られた時代や、詩人、劇作家、作曲家の出身地などによって、様々な考え方がある。

## 各国語における発声法

### 日本語
- が行音においては鼻濁音の伝統的東京方言における使用法則が規範として推奨されてきた。
- 歌唱においては「す」「し」「ふ」などにおいては母音の無声化の使い分けも考慮される。
- 声楽においては「を」を/wo/（＝ウォ）のように発音する事がしばしば行われている。

### ドイツ語
- 一般に「舞台ドイツ語」と呼ばれるものがあり、簡単に次のような特徴があるものの、様々な異論、異説もある。
  - 語尾の"r"は歯茎ふるえ音を用いる。普通会話では"wieder"は[viːdɐ]に近い音のなるのに対し、舞台ドイツ語では[viːdər]と発音されることが推奨される。但し、近年では朗読、演劇、声楽でも普通会話の発音法が多く取り入れられる傾向にある。